# ولیعهد
ولیعهد کسی است که شاه یا شهبانو او را برای جانشینی خود انتخاب و به دیگران معرفی می‌کند. معمولاً فرزندان ارشد پادشاهان به عنوان ولیعهد انتخاب می‌شوند و پادشاهی را به ارث می‌برند اما در طول تاریخ بارها پیش آمده که کسانی جز فرزندان ارشد به عنوان ولیعهد انتخاب شوند. در این حالت می‌توان بیشترین ولیعهدها را در میان برادران پادشاهان دید. برای نمونه می‌توان از محمدحسن میرزا که برادر و ولیعهد احمد شاه قاجار بود، نام برد. آخرین ولیعهد ایران تا پیش از سقوط نظام پادشاهی، رضا پهلوی است که با عنوان رسمی (والاحضرت ولیعهد) تا سال ۱۳۵۷ جانشین رسمی محمدرضا شاه پهلوی بوده است. ترکیبِ «پُسِ واسْپوهْرِ شاهان» در پارسی میانه و در دورهٔ پادشاهی ساسانیان برای ولیعهد به کار می‌رفته است.